# Žužemberk
Žužemberk (njemački: Seisenberg) je grad i središte istoimene općina u jugoistočnoj Sloveniji. Žužemberk se nalaze u pokrajini Dolenjskoj i statističkoj regiji Jugoistočna Slovenija.

## Stanovištvo
Prema popisu stanovništva iz 2002. godine Žužemberk je imao 1.085 stanovnika.

## Vanjske poveznice
- Satelitska snimka naselja, plan naselja  Arhivirana inačica izvorne stranice od 29. srpnja 2017. (Wayback Machine)